# Огнёвка самшитовая
Огнёвка самшитовая, или мотылёк самшитовый (лат. Cydalima perspectalis) — инвазивный вид бабочек из семейства огнёвок-травянок (Crambidae). Опасный вредитель самшита, наносящий серьёзный ущерб посадкам этого дерева.

## Ареал
Первоначальный ареал вида включал Азию: он обитал на Дальнем Востоке России, в Японии, Китае, Тайване, Корее и Индии. С 2006 года отмечена инвазия в Европе — самшитовая огнёвка впервые была обнаружена в Германии и начала быстро расселяться по Европе. В это же время она была занесена в список особо опасных видов вредителей в Европе (EPPO Alert List). В 2007 году вид стал экологической проблемой таких европейских стран, как Нидерланды и Швейцария. В 2008 был найден в Великобритании, в 2009 — во Франции и Австрии, в 2011 — в Венгрии, Румынии и Турции. Из Турции огнёвка проникла в Грузию, где впервые была выявлена в районе Батуми в 2012 году. Затем вид был найден в Словакии, Бельгии и Хорватии. В 2013 вид отмечен в Дании на острове Зеландия.
В 2012 году завезён в Сочи при подготовке Зимних Олимпийских игр 2014 года вместе с саженцами самшита вечнозелёного (Buxus sempervirens). Результатом инвазии стало почти полное уничтожение реликтового колхидского самшита на Кавказе.
В 2015 году вид был обнаружен в посадках самшита в ряде мест Крыма и северного макросклона Большого Кавказского хребта.

### Инвазия в России
В Краснодарском крае гусеницы самшитовой огнёвки впервые были обнаружены 22 сентября 2012 года в районе Большого Сочи, в питомнике временного содержания посадочного материала, предназначенного для озеленения основной Олимпийской деревни в Имеретинской низменности, на посадочном материале из Италии. Так огнёвка была случайно интродуцирована в Россию. На момент обнаружения гусеницы уже успели нанести повреждения нескольким саженцам самшита. Обработка поражённых растений несистемным фосфорорганическим инсектицидом кишечно-контактного действия гибели всех гусениц не вызвала, что стало причиной последующего быстрого расселения вида в насаждениях города.
С 2013 года отмечается массовое распространение вида по территории Большого Сочи как в существовавших, так и на новых насаждениях самшита. К концу 2013 года самшитовая огнёвка проникла в реликтовые массивы
самшита на территории Сочинского национального парка.
Огнёвка быстро распространилась по Черноморскому побережью Краснодарского края и попала в Абхазию.

### Инвазия на Украине
На территории Закарпатья огнёвка широко распространилась в 2016 году.

## Описание
Размах крыльев 40—45 мм.

## Жизненный цикл

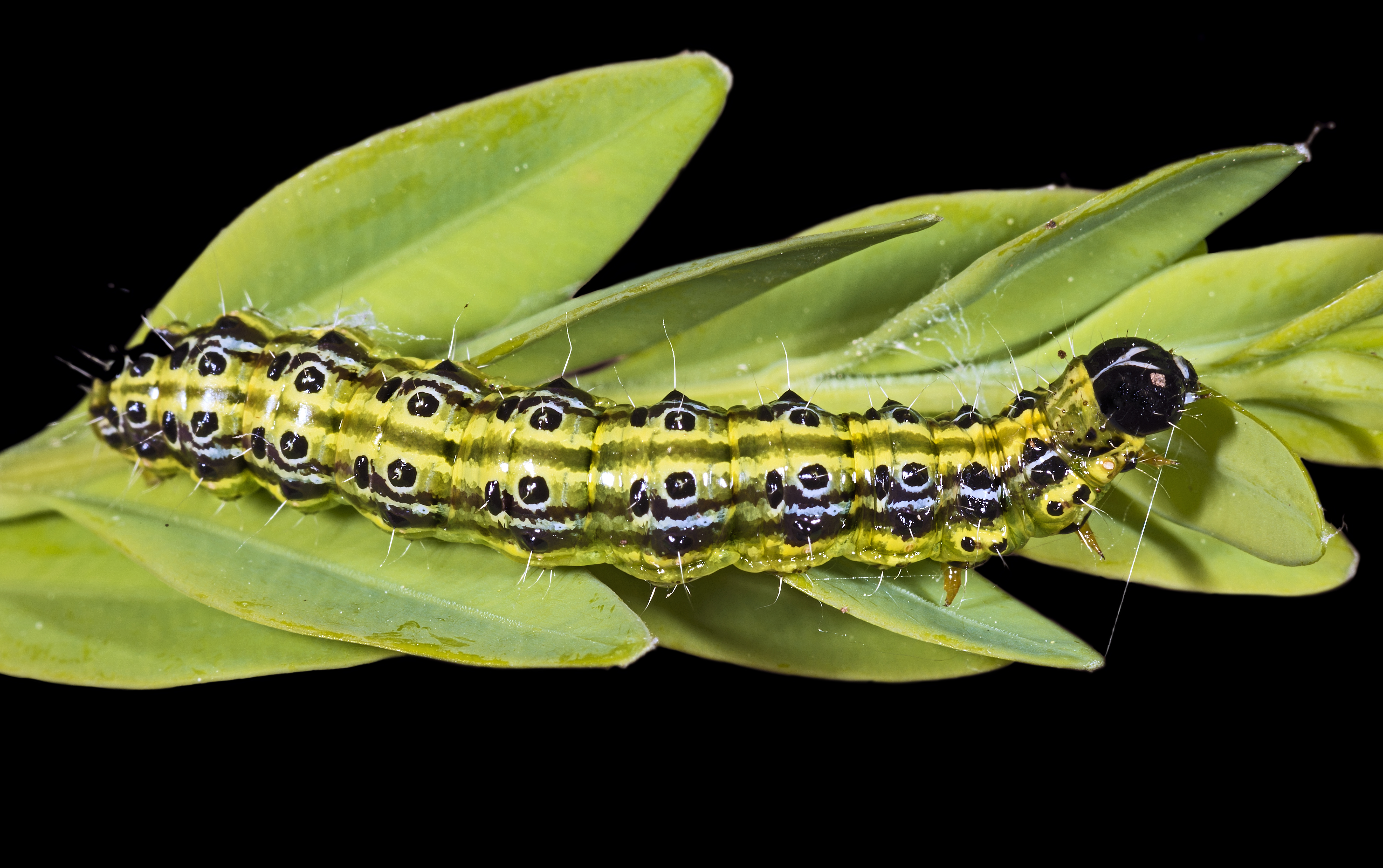
Гусеница самшитовой огнёвки

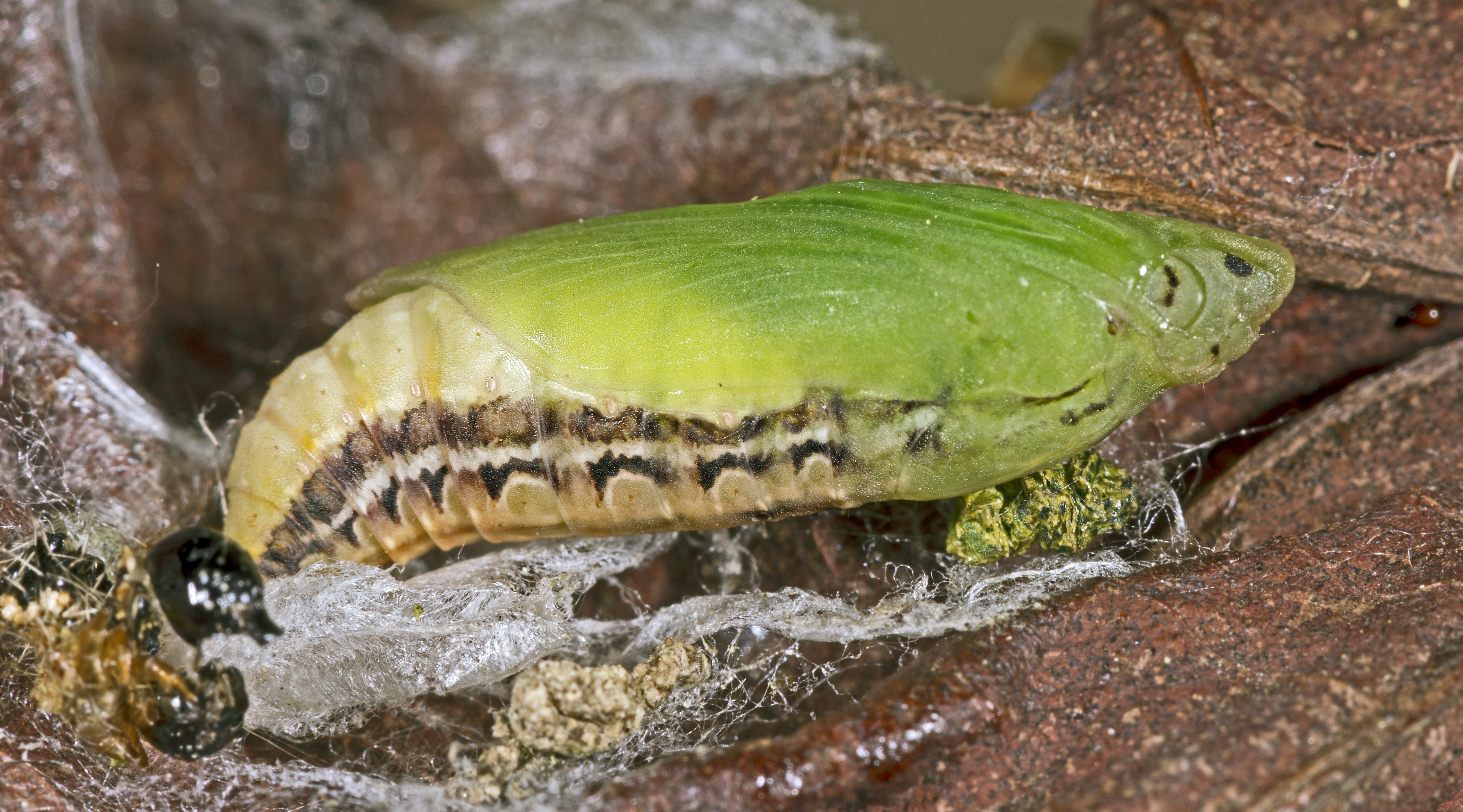
Куколка самшитовой огнёвки

В странах Западной Европы самшитовая огнёвка может развиваться в 2—3 поколениях за год. В России, в условиях Краснодарского края за год развивается три—четыре поколения. Самки после спаривания откладывают яйца диаметром около 1 мм, на нижнюю сторону листьев кормового растения гусениц. Длина вышедших из яиц зеленовато-жёлтых гусениц составляет 1—2 мм. Вышедшие гусеницы характеризуются крупной чёрной головой. Развитие гусениц длится обычно в течение четырёх недель. К концу своего развития гусеницы достигают длины 35—40 мм, становятся тёмно-зелёного цвета с широкой чёрной и несколькими тонкими белыми полосками по бокам тела, а также с рядом больших выпуклых чёрных точек. Куколка длиной 25—30 мм, располагается в коконе между листьями самшита, соединёнными шелковиной. Куколки последнего поколения за год зимуют.
В области первичного ареала происходит естественная регуляция численности вида: мелкими гусеницами огнёвки питается азиатский шершень.

### Кормовые растения гусениц
В Европе гусеницы питаются только на самшите, однако на родине в Восточной Азии также питаются на бересклетах (японском и крылатом) и на падубе пурпурном.

## Меры борьбы
Из механических мер борьбы используется глубокая обрезка самшита, а также сбор яиц и гусениц бабочки с последующим сжиганием. Из химических препаратов высокой эффективностью против вида обладают пиретроиды. Из биологических эффективность показали бактериальные препараты на основе бактерии Bacillus thuringiensis var. kurstaki. Однако эти препараты эффективны только против гусениц младших возрастов.